# 朱东韵
朱东韵（1934年—2009年12月18日），生于江苏苏州，越剧女演员，擅长小旦。1951年8月，参加华东越剧实验剧团。师承袁雪芬，尤其擅长闺门旦、青衣。代表作品有越剧《西厢记》、《劈山救母》(饰演华山圣母)、《三看御妹》（饰演刘金定）、《沉香扇》（饰演蔡兰英）、《二堂放子》（饰演王桂英）、《送花楼会》（饰演霍定金）。